# 大乘佛教
大乘佛教的“大乘”（羅馬化：mahāyāna，梵文音译“摩诃衍那”、“摩诃衍”等），是指以成佛為目標而修行的菩薩乘，由於菩薩成佛救度無量眾生，因此名為大乘。
雖然菩薩修行，出現在各個部派佛教的派別之中，但是大乘佛教特別專注和尊崇菩薩修行，從而發展出其教理體系和對空性的特有觀點，並將非以成佛為修行方向的聲聞乘和緣覺乘稱為“小乘”。在大乘佛教當中，接受密續作為主要修行內容的佛教派別，稱為金剛乘，可視為是大乘佛教的一個分支；因為金剛乘亦是以成佛為目標，但金剛乘的教義中另有與菩薩乘的通說內容、立場不盡相同的祕密修行方法。
大乘佛教的主要传承者、若依照佛教史上的佛法不同的傳播路線來命名，是屬於北传佛教這一支路線為主，而北傳這條傳播路線若再細分，其中的汉传佛教流传于中国大陆、香港、澳門、台灣、日本、朝鮮半島、新加坡、马来西亚、越南等地。至於在印度佛教思想史晚期形成的祕密大乘佛教教義，则传入西藏、蒙古和俄羅斯部分地區，成为藏传佛教中的主要元素。
大乘佛法依其原本字義內涵，是指關於菩薩乘的佛法。然而通常而言，因為北傳佛法體系極為著重大乘（菩薩乘）教法，北傳佛法體系內相關的經論內容遠多於聲聞乘教法的部份，因此一般所稱大乘佛教，跟北傳佛教在概念上幾乎重疊（雖然北傳佛法內容中當然也有少部份解脫道教法），但如果嚴格界定概念，則稱「北傳大乘佛教」更精確，因為南傳佛法體系之中亦有菩薩道教法的部份，菩薩乘並非全然僅在北傳佛教內的各宗派修持。然而通常而言，南傳佛法體系頗為著重聲聞乘的解脫道教法，主要以成阿羅漢為修行目標，南傳佛法體系內的菩薩乘教法的內容（巴利三藏所收錄的涉及菩薩乘的經藏、論藏內容）遠較北傳佛法體系為少。此外，北傳佛法中的菩薩乘與南傳佛法中的菩薩乘，在某些觀點方面彼此有不同見解，參見南傳佛教詞條。

## 詞語釋義

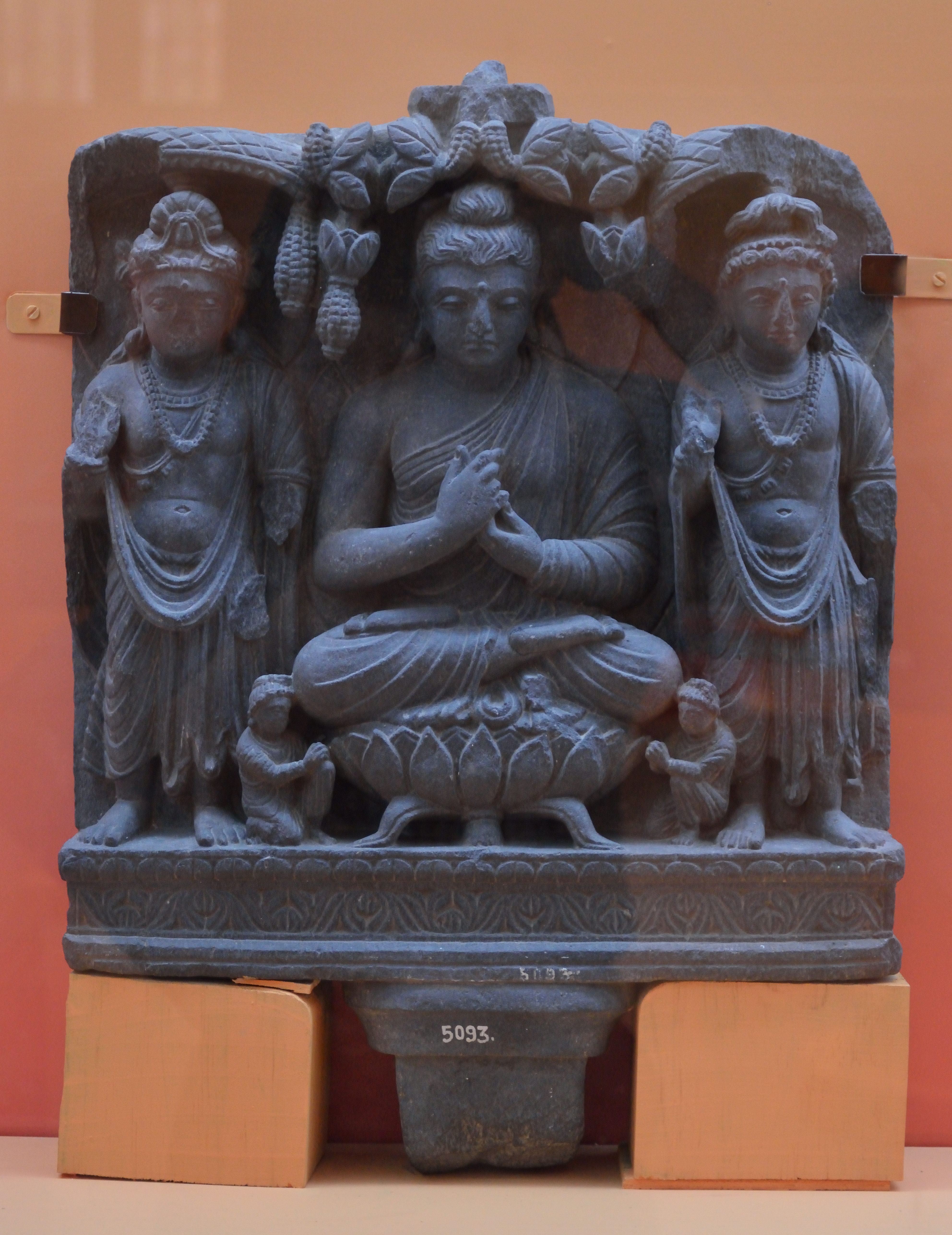
犍陀羅國公元2世紀佛陀與協侍的觀音菩薩和彌勒菩薩浮雕

大乘是梵文Mahāyāna的直譯。Mahā是大、偉大的意思，Yāna则是乘，可指车辆、船舶等一切交通运载工具，在這裡是对教法的习惯称呼，大乘的意譯就是大教法，亦即是對修行目標為成佛的頗為宏大的菩薩乘教法的敬稱。梵文音译有“摩诃衍那”、“摩诃衍”等。在整體教義內容、經典文獻內容數量上，都極為著重與強調三乘佛法中的菩薩乘教法（聲聞乘與緣覺乘的內容相形之下佔極少部份），且推崇以成佛為修行目標的佛教相關教派（與相關教義）的集合體，即被稱為大乘佛教。大乘的“乘”字在現代標準漢語中爲多音字，當意思是搭乘、登、駕馭、追逐，或是數學乘法運算或作為姓氏時，音同“成”（拼音：chéng，注音：ㄔㄥˊ），作為古代車輛單位、史書或是佛教大小乘時，读作“剩”（拼音：shèng，注音：ㄕㄥˋ）。
大乘佛教認為，大小乘教法的區分，主要在於自利與利他的不同；能夠自利利他，圓滿成佛的教法為大乘；而只求自利，斷除自身煩惱的教法，則為小乘。在《法華經》譬喻品中，將聲聞之道譬喻為「羊車」；將修菩薩道者，稱為「大乘」，因其度眾生多，以大「牛車」喻之。又如《大方等大集經》稱「其乘廣大故名大乘」，大乘佛教以“普渡众生”成佛為目地。
學者那體慧（Jan Nattier）指出，術語“大乘”是菩薩道的同義詞，在某些最早的大乘佛經比如漢靈帝末年譯《法鏡經》中，其含義與部派佛教對菩薩道的解釋沒有本質區別。與“大乘”（菩薩乘）的菩薩道教法相對，聲聞弟子主要修行的佛陀教導的解脫道教法則以往常常被大乘佛教稱為“小乘”，這個稱謂在最早期的大乘佛經中相較很少出現，而是在中、後期出現的某些大乘佛經的內容中被用來指稱聲聞乘、緣覺乘且在（佛陀的）宣說上貶低這兩乘的解脫道教法。而小乘一詞，在1950年召開的世界佛教徒聯誼會達成共識，無論在西方或東方對南傳佛教的正確稱呼應當一律使用上座部佛教。在現代，十四世達賴喇嘛倡議使用「基（礎）乘」（英語：Foundational Vehicle）一詞代替「小乘」來稱呼南傳佛教。
在漢譯的《阿含经》中就已經出現大乘字眼，不過佛陀在阿含經中的宣講脈絡，主要是指涉佛法自身，以跟外道之法（小乘）相對，如：
- 《杂阿含经·769经》：「阿难，我正法律乘、天乘、婆罗门乘、大乘，能调伏烦恼军者。」
- 《长阿含经·第2经》：「佛为海船师，法桥渡河津，大乘道之舆，一切渡天人。」
- 《增一阿含經》「序品」中有：「方等大乘義玄邃，及諸契經為雜藏。」「四意斷品」中有：「如來有四不可思議事，非小乘所能知。」

南傳佛教《巴利三藏》中沒有「大乘」、「小乘」之詞。就南傳版本的大藏經以外的日常用語而言，南傳佛教界在表述時接受菩薩乘可被稱為大乘，且北傳佛教也無妨被通稱為大乘佛教，但是關鍵在不承認北傳佛教版本的大藏經體系中，某些論書作者所著述、或（在南傳佛教界看來）某些經書作者冒用阿難、佛陀的名義所記載、宣稱，將佛陀的解脫道的教法貶低為在梵語原意中意指低下的小乘的情事。如上所述，佛教史上的早期佛經系列《阿含經》中採用「大乘」一詞來表達對佛法的尊崇，有學者認為，其含義與後世常見的解釋不盡相同。漢譯佛經的時期，在印度已經是大乘佛教和部派佛教並立，漢傳佛教初起時，大乘佛教在中國就已經取得有利地位。根據與南傳《巴利經藏》的比較結果，有學者如印順等人認為：漢譯《阿含經》中的「大乘」一詞，有可能是在翻譯時才加入。
學者辛島靜志提出：在早期的犍陀羅語版本的《法華經》中，這個術語最早出現形式是俗語詞mahājāna即梵語的mahājñāna（大智）。在後來轉寫為梵語時才變為mahāyāna（大乘）。

## 學術定年
大乘佛教經典某部份聲稱其起源於釋迦牟尼時代，經典由釋迦牟尼佛宣說，早於部派佛教各派，如《文殊師利問經》（南傳佛教並無該經典）聲稱，上座部與大眾部皆是從大乘佛教中分支出來。一般認為是在龍樹的時代（公元150-250年左右）以前成立大乘佛教。大乘佛教的核心教義有可能溯源到原始佛教時期，但是學者一般相信其經典及教義體系是隨著時代及地區演進發展出來的。
儘管從文本批评等學術方法來看，大乘經的集成與出現年代較晚，大多數經典出現年代更是不可考，在一段時間內。因大乘佛教派別不同又出現更多新的經典及理論。但是大乘佛教的思想的根源，有可能追溯到更早之前，只是在最早的文獻中並沒有將這些思想標誌出大乘佛教的名稱。近代以來的研究表明，不同程度和数量的大乘教法，都可以在古印度各个部派佛教记载中找到類似記錄，例如公認為最早期佛經之一的《犀牛角經》當中，就存在一些與大乘思想一致的段落。
大乘佛教起初沒有另立僧團，而是接受傳統部派佛教的戒律，在部派佛教之中發展。其教理學說與部派佛教，如大眾部系、說一切有部、分別說部及經量部都有著很深的關係。大乘佛教在部派佛教之中發展，兩者之間有緊密互動，使得兩者之間的差異難以簡單的從文獻研究中了解。但與南傳佛教在根本上存在差異。一部份學者如水野弘元及印順等人，主張大乘佛教的般若及空性思想，比後期部派佛教的詮釋，更貼近於原始佛教的最初概念。
在佛教研究中，對於大乘佛教出現的確定年代，一直存在爭議。主要原因在於，印度早期歷史研究的史料十分匱乏，對於佛教的早期發展的記載更是缺乏。其次，各部派佛教的文獻本身也留存的很少，除了南傳上座部之外的各部派三藏，都沒有被完整留下來，特別是大眾部系，主要的三藏經典都散失了，只留下片斷。這使得學者對於佛教的早期發展，所知並不明確。可以用來考證大乘佛教早期歷史的文獻，主要為大乘佛經本身。然而很少明確記載集出者、地點與時間，學者在信仰與求真之間進行研究，更添困難。在客觀證據不足的情況下，以《本生經》體現的波羅密，還是以《般若經》中的自性空或《法華經》中的三車譬喻，作為大乘教法的標誌，不同觀念下解讀出的大乘佛教起始時間就有著巨大的差異。
現代佛教研究，一般根據漢譯佛典的年代，來推估出大乘佛經集成的年代，再根據大乘佛經出現的年代，來推估出大乘佛教的發展狀況。有一些學者根據大乘思想與大乘經相伴而來的假設，認為大乘佛教約在公元1世紀時開始在印度流行，約在貴霜帝國時代。一般認為，在2世紀至3世紀間，即中國後漢至南北朝時代漢傳佛教出現之時，大乘佛教已經在印度正式確立。對大乘佛教本身，其教義發展又可以做出不同的斷代。
傳統漢傳佛學，根據《解深密經》的三時教說，將佛教發展分為三期，第一期為阿含聲聞佛教，稱爲小乘，大乘則分為二期，前期為空宗，後期為有宗。若加上顯宗與密宗分立，大乘則可分為三期。
現代佛教研究中，根據文獻比較，通常也將大乘佛教分為初期及後期兩個階段，初期有許多流派，但以空性為共同主題；後期經典則提出阿賴耶識與如來藏等學說。另一種分類法，則是在後期佛教中又區分出秘密大乘佛教，形成三期分類。一般來說，佛教研究學界，以龍樹著作為分界，作為大乘佛教的前期與後期的區分：在龍樹著作，如《大智度論》與《十住毘婆沙論》等書中引用的大乘佛經為前期大乘，而龍樹著作中未引用的大乘佛經，則稱為後期大乘。其分界點約在3世紀。
雜密之後的真言密教等經典，宣稱起源自大日如來等在諸天界等地所說之法。有關的學術問題在密宗或金剛乘主題中研討。

## 起源
對大乘佛教起源的研究至今仍然面臨着具爭議性的問題，有許多相互競爭的理論。西方最早的觀點認為，它作為一個完全獨立的宗教與所謂的小乘佛教競爭。這個觀點至今仍然十分流行，但近年已經受到眾多學術界人士的質疑和批駁。

### 主要理論
關於大乘起佛教起源的一些主要理論包括：

#### 居士起源論
居士起源論最先由Jean Przyluski提出，然後得到Étienne Lamotte和平川阿基拉的辯護。這種觀點認爲居士在大乘佛教的發展中是特別重要的，部分是基於像《維摩詰經》這樣的文獻，這些文獻讚揚居士而貶斥了僧尼。這種理論不再被廣泛接受，原因是大乘佛教早期的許多典籍提倡修行和禁慾。

#### 大眾部起源論
大眾部起源論認爲大乘佛教是在大眾部傳統中發展起來的。Hendrik Kern、A.K. Warder和Paul Williams等學者對此進行了辯護，他們認爲至少有一些大乘佛教元素是在大眾部社區中發展起來的（從西元前1世紀開始），可能在印度南部安德拉地區的Kṛṣṕa河沿岸地區。大乘佛教關於佛陀超然於世間（lokottara, 意思是出世間）一説的教義有時被視為大乘佛教教內關於佛陀的觀念的先驅。一些學者還認為大乘佛教人物，如那迦菩薩、迪尼亞加、坎德拉基提、阿里亞德瓦和薄伽維卡，與安德拉的大眾部傳統有關。然而, 其他學者也指出不同地區很重要，例如犍陀羅和印度西北部。
大眾部起源論也慢慢被學術界證明是有問題的，學術界揭示了大乘佛教的某些典籍如何顯示出在其他部派或僧團（如法藏部）中發展的痕跡。因為有這些證據，所以像保羅·哈里森和保羅·威廉斯這樣的學者認爲這場運動不是宗派主義的，而可能是廣泛地流傳於部派佛教教內的。沒有證據表明大乘佛教曾經作為過一個單獨的正式教派或宗派被提及，而是作爲一套特定的意識形態及後來的教義（致力於普渡眾生的菩薩）存在。

#### 森林起源論
森林起源論認為大乘佛教主要起源於「核心苦行者，佛教僧團森林居住（aranyavasin）派人士」中，他們試圖模仿佛陀在森林的生活。保羅·哈裡森、揚·納蒂爾和雷金納德·雷對此進行了辯護。 這個理論基於佛教的某些典籍，如《烏格拉帕裡普查經》和《大乘拉施拉帕拉帕帕查經》，這些典籍將在荒野中的苦行實踐視為一條優越而精要的道路。 這些文本批評居住在城鎮並詆毀森林生活的僧尼。
揚·納蒂埃（Jan Nattier）研究了《烏格拉帕裡普查經》（Ugraparipṛcchā Sūtra），在《幾個好人》(2003)中，他認為這部典籍展現了大乘佛教的最早形式，它將菩薩道呈現為精英寺院森林苦行者的“極其困難的事業”。鮑徹對《羅經》(2008)的研究是另一部關於這一主題的最新著作。

#### 膜拜典籍起源論
格列高利·施開（Gregory Schopen）為膜拜典籍起源論辯護，這個理論認為大乘佛教起源於推崇對典籍的膜拜的一些相互有着鬆散聯繫的團體，這些團體學習、記下、複印和膜拜特定的大乘佛教典籍。施開認為它們的靈感來自於保存大乘佛教典籍的宗教聖地。施開還認為這些團體大多拒絕對佛塔的膜拜或對聖物的膜拜。

### 對上述理論的質疑
在近期, 大衛·德魯斯批駁上述全部主要理論。他指出沒有實際證據證明膜拜典籍的團體的存在性，供奉典籍這一行為是廣泛流傳於佛教教內的，而不僅僅屬於大乘佛教。此外，德魯斯認爲“大乘佛教典籍對記憶/口頭/聽覺練習的提倡比對書面練習的提倡更頻繁”。關於森林起源論，他指出只有少數的大乘佛教典籍直接提倡居住在森林，而其他的典籍要麼沒有提到它，要麼認爲它沒有作用 而提倡較容易的修行，例如'只是聆聽典籍或思憶特定的佛陀，它們聲稱這能夠使一個人轉生在特別的、華麗的"淨土"，在那裏, 一個生靈將能在菩薩道上輕鬆快速地進步，並且在短短一生內成佛'。
德魯斯指出現有證據只是表明：「大乘主要是一種文本運動，專注於大乘佛教典籍的啟示和對其的宣講及傳播，這些典籍是在傳統的佛教社會和制度結構中發展起來的，而且從未真正脱離它們。」德魯斯指出了早期的大乘佛教典籍中'丹岩班那卡斯'（傳法者、誦經者）的重要性。由於這個人物被廣泛地稱讚爲一個應該被尊敬丶被服從（“作爲奴隸服務他的主人”）和得到捐贈的人，因此這些人可能是大乘運動的主要推動者。

### 學術界共識
早期的大乘佛教直接源自“早期佛教教派”，而且是它們的承繼者。

## 發展

### 印度佛教前期

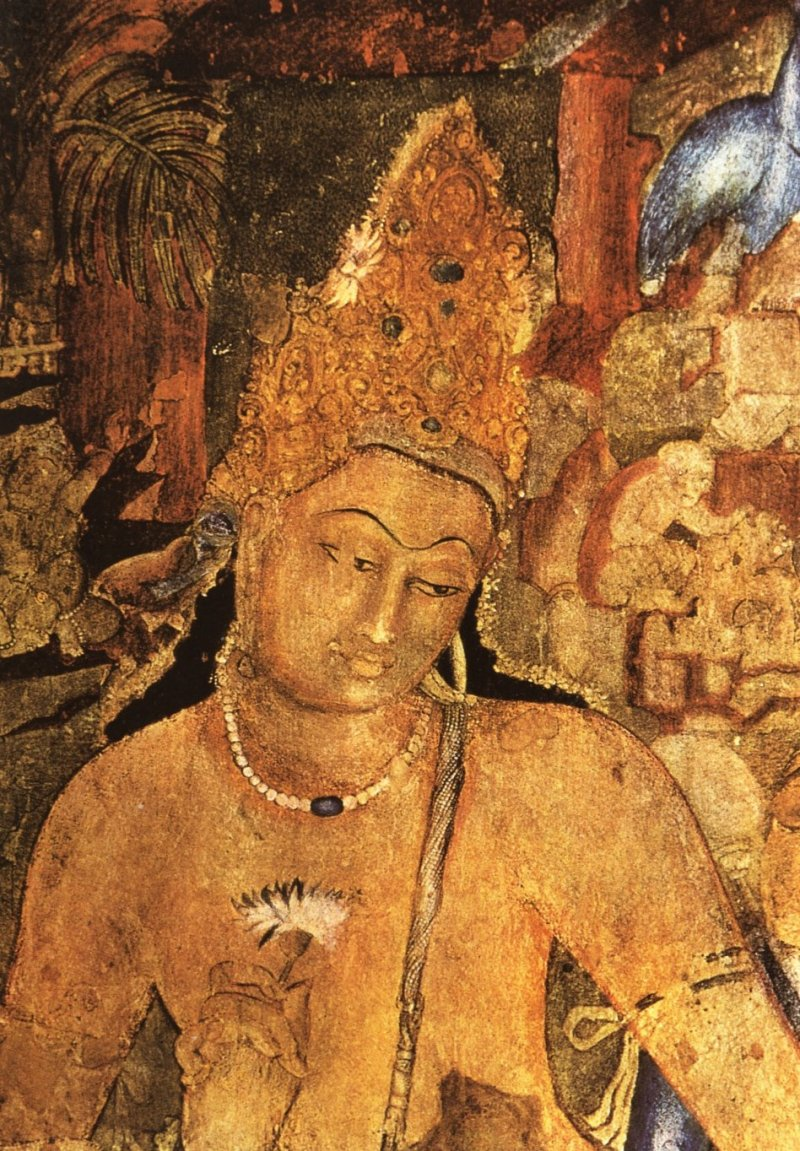
阿旃陀石窟壁畫中的蓮花手菩薩

大乘经如《妙法蓮華經》中，记载了佛在世时讲大乘法会，一些声闻无法理解信受甚至中途退出。漢傳還記載有印度傳說稱，佛灭后众弟子在王舍城外灵鹫山七叶窟結集界内外會誦经典，界内講堂中進行的结集，名“上座部結集”，在二十餘里外進行的界外结集，名“大众部結集”，原意指此派僧人众多，後來有人將其引申為能运载无量众生到达菩提之彼岸，成就佛果。
佛教部派分裂最初起源于佛滅一百年之後，因“十事非法”之争，形成印度東部僧團與西部僧團間的嚴重分歧，但未决裂。后于阿育王时期，因“大天五事”，彻底公开决裂為大众部与上座部，史稱根本分裂。在被誉为轉輪聖王的阿育王所處的前3世纪时代，佛教迅速发展，九批比丘被派往周围各地弘法，推动佛法传播的同时，不同地区的社会人文传统及人的根性的不同，和对戒律的认识上的细小差别，导致了各个部派的进一步分裂。此後佛教在三百多年间一再分立出各种流派，如南传分派的十八部，北传分派中的二十部，并在五天竺境内外流传开来。
在學術研究中，基於對多種來源的史料所進行的分析，現在一般傾向於認為，大乘佛教教义中很重要的一个思想是众生平等，慈悲普度的理念，以反对婆罗门教森严的隔离的等级种姓制度。近代出土的阿育王石刻文等中，强调了慈悲戒杀，慈善环保，不分贵贱、种族、国家的众生平等。阿育王本人在归依佛教后，其教化行动可视为带有大乘菩萨道行者的风范，大乘教法可能在阿育王时代就已有所流行并与部派佛教教法开始分化；限于当时社会根深蒂固的婆罗门教等级思想的环境之下，大乘佛法显然不易被接受与推行。
阿育王后，上座部分出一支在西印度形成法藏部并流入中亚，法藏部传为目犍連子帝須之大弟子昙无得所领导，昙无得为阿育王派往印度西北地区弘法的高僧，该部以傳承含有菩萨藏与咒藏的五藏而闻名。有一支形成了化地部，另一支饮光部有大部分同法藏部类似的思想。以西北印度为根据地，主要活动于犍陀罗和迦湿弥罗的上座部，形成了说一切有部，其宗師迦多衍尼子著《發智論》提出了“異生修道”的劃時代理論創新。在中西部印度发展的上座部形成犊子部，因對《發智論》中一頌的釋義不同，而分裂為法上、贤胄、密林山和正量四部，以后正量部则成为犊子部的正宗代表。大约同时代，大众部在南印度形成了制多山部及西山住部等，即南傳佛教所稱的案达罗派。
上座部中的分別說部一支，经南印度而渡海进入僧伽羅国，其又称赤銅鍱洲，故此部派又称赤銅鍱部，后来经过分化形成了吸收大乘思想的无畏山寺派和堅持固有傳統的大寺派，无畏山派一度是斯里兰卡佛教中心。大約公元3世紀末時，大寺派指责住在無畏山寺的說大空部為非佛说，并最终借助王權力量将其彻底消灭。玄奘三藏在7世紀上半葉游学印度时，除僧伽羅國無畏山寺外，在印度佛教核心区域的摩揭陀国等四國，也有並學大乘教法的上座部伽藍，玄奘三藏称其为修學大乘上座部法。大寺派传往东南亚形成今天的南传佛教。有部份學者認為，古印度很多的部派都是大小乘兼修的，他们并不一定对自己派别大小乘教法进行限制，其下属可以修行大、小乘任何一种教法的，但他们必须遵守本部派的傳統戒律。
迦濕彌羅國的說一切有部在貴霜帝國迦膩色伽一世時著《大毘婆沙論》達到鼎盛，其中提出了「佛種性」和順解脫分理論。说一切有部中的譬喻师，不滿《大毘婆沙論》中對其進行的全面批判，而分立為经量部，它的活动范围似乎未超出西北印度。在貴霜帝國時期，大乘佛教逐漸興起，却不能说之前的就都是小乘佛教，如作為部派佛教理論权威的说一切有部，在傳說為其四大论师之一世友尊者所著的《异部宗轮论》等中，都有清晰记载。

### 印度佛教中期

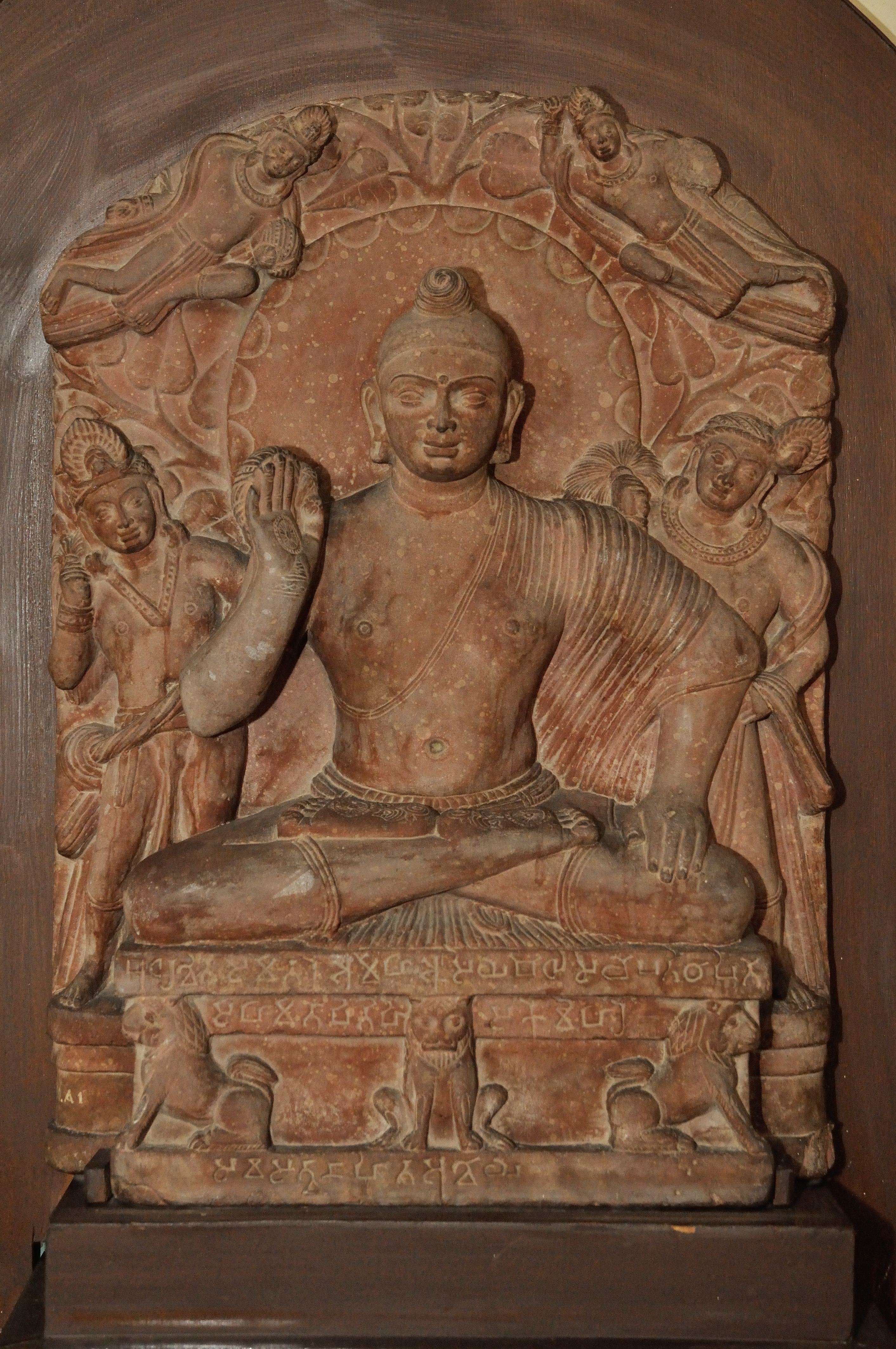
貴霜帝國時期的佛陀及協侍菩薩雕像

随着公元前后印度社会文化程度的提高，书面经典的大量出现，客观上为大乘教法的推广与普及奠定了社会文化基础。大乘佛教的經典甚多，漢傳分成五類，分別為般若門、華嚴門、方等門、法華門、涅槃門，稱五大部。《大般若經》、《華嚴經》、《大方等大集經》、《大寶積經》、《法華經》、《大般涅槃經》等經典。
此时，印度馬鳴菩薩、龙树等大乘菩萨纷纷出世。馬鳴写了很多论著如《佛所行讚》等，大乘佛教興盛超过了“小乘”成为了印度佛教的主流。龙树著《中论》、《大智度論》、《十二門論》、《十住毘婆沙論》等，有弟子提婆著《百論》，大乘佛教更兴，建立了般若中觀學派。
其后又有印度僧人无著、世亲，依據《瑜伽師地論》创立“唯识论”，形成瑜伽行唯識學派，後有陳那、安慧、護法等十大論師及無性、法稱、月官等碩學，盛極一時。中觀學派則有清辨及佛護、月稱等，起而復興。
中观论和唯识论被认为是大乘佛学的两个主要理论基础，被稱為空有二宗，唐義淨法師《南海寄归內法传》說：“所云大乘无过二种：一则中观，二乃瑜伽。中观则俗有真空体虚如幻，瑜伽则外无内有事皆唯识。”在印度南方，則有如來藏思想盛行，形成如來藏學派，後與唯識學派合流。

### 印度佛教晚期

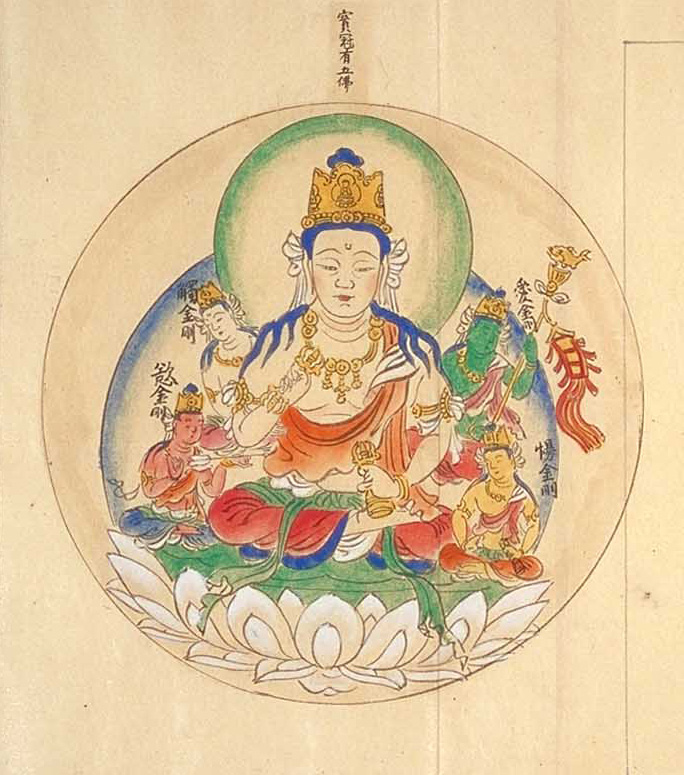
《理趣經》金剛薩埵五秘密法

佛教經論中對密意契經最早引述見於說一切有部《發智論》，無著《集論》認為需要對其進行秘密抉擇。在笈多王朝時期，大乘佛教在吸收婆罗门教和当时新兴的怛特羅密教咒语、手印、宗教仪規和瑜伽术身体训练方法的基础上，创造了一套极富神秘主义色彩的宗教实践方式，就是密宗，在波羅王朝時達到極盛。它采取师徒秘密传授制度，要得到上师的入坛灌顶，受法修行直至最終成为有傳法資格的阿阇梨。唐朝时期由善无畏、金刚智和不空三藏將胎藏界和金刚界密法傳入中国稱為唐密，它可分成三个部分，就是杂部，纯部，瑜伽部。相对于密乘，日本弘法大师空海，把密教和大乘佛教的理论部分称之为“显乘”。最后產生的“无上瑜伽密教”于西藏佛教前弘期傳入其中。
而後來，出現了秘密大乘佛教，或稱“金刚乘”或者“密乘”。由於密教和婆羅門改良後的印度教界限的混同，甚至流行主要尊崇婆罗门诸神，稱作佛菩萨的權化，而不再把佛菩萨作为主尊，再加上印度的僧人們受到性力派外道影響，開始提倡歡喜法。即為歡喜法。而後的密宗行者愈來愈逐漸怛特羅化、性力派化，根本與佛教的原始理論幾乎完全不合，也無法競爭到原本的婆羅門信徒，便注定了佛教在印度可有可无的命运。

### 向外傳播

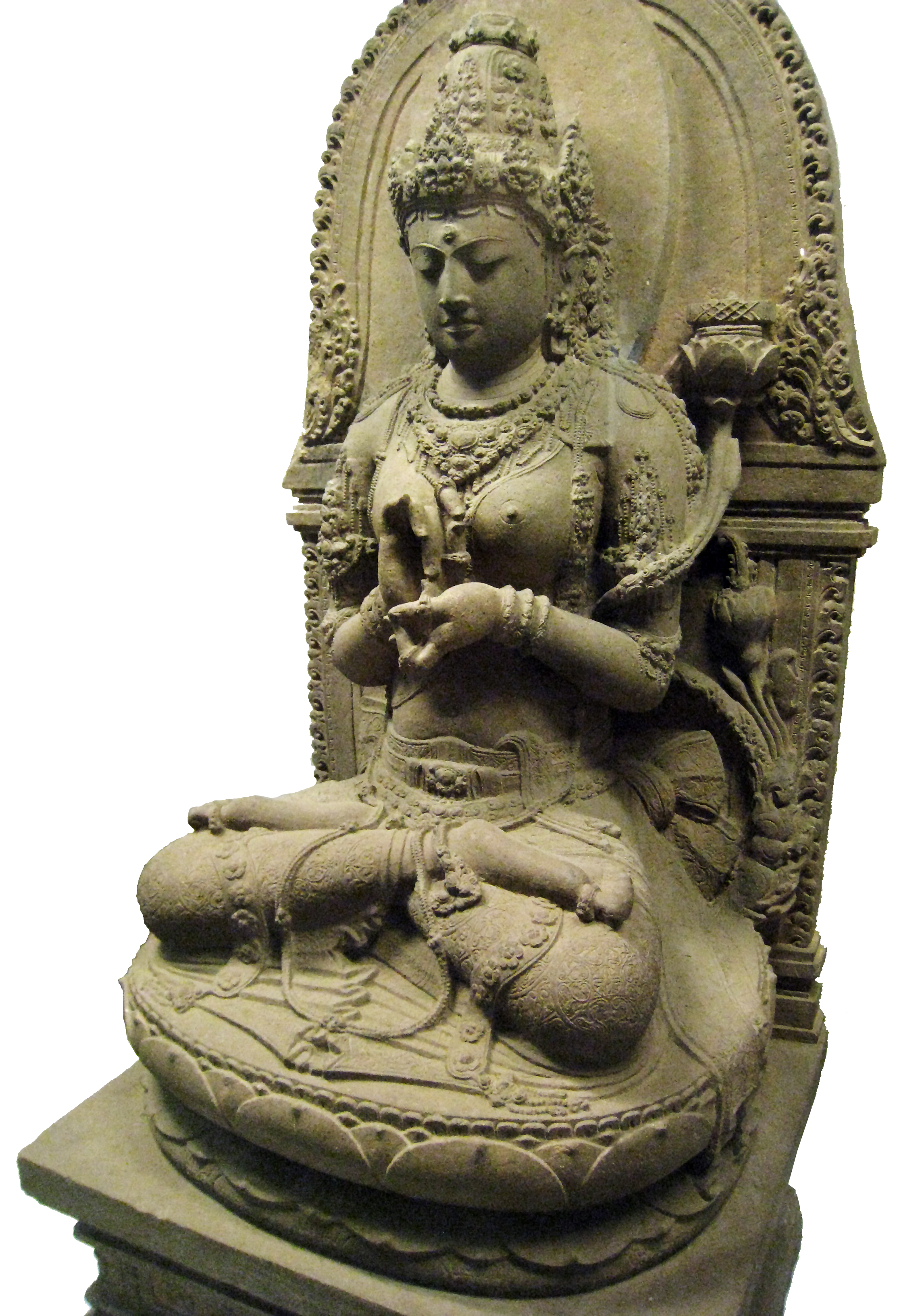
印度尼西亞東爪哇的般若佛母像

大乘佛教在兴起以后很快向外传播，一度成为中亚地区的主要宗教，即所谓的北傳佛教。北傳佛教主要由北方經絲綢之路向中亞、中國、朝鮮半島以及日本等地傳播的佛教流傳稱為北傳佛教，形成北傳佛教，其經典多以梵文为主、少数为中亞文字和中文。
公元前后的古印度，正是口颂佛经书面化的时代。几乎同时代中国开始的佛典翻译事业，是以皇室官方组织，严谨制度下的书面系统翻译。随着汉明帝打开官方迎请佛教的大门，随后数百年间，天竺、西域与中原各地传经、取经之高僧络绎不绝，鸠摩罗什、法显、真谛等，都是通宗通教，具足神通的证果圣者。到了唐朝的玄奘法师遍参天竺数十国取经，并在大小乘各派均取得最高成就圆满归唐后，著《成唯識論》，印度佛教各派主要经典之后都渐翻译到了汉地。此时的东土漢傳佛教，各大宗派纷纷成熟，高僧辈出，更有菩提达摩教外別傳至六祖惠能著《壇經》，从教理研释证悟到民间百姓的广泛传弘，大乘佛教在中国的实践与隋唐盛世交相辉映。世界佛教的中心也渐转移到了中国，并进而传播影响到朝鮮半島、日本、越南、西藏等地。而印度佛教此后则日趋没落而消亡了。目前，中国翻译收集的佛教典藏是最全面、系统和完整的。
另一个方向上，晚些时候，大乘佛教混合了怛特羅派咒法传入尼泊尔、西藏境内，和当地的苯教信仰相结合，形成了显密并重的藏传佛教。西藏的佛教始於松贊干布時期由毗俱底公主自尼泊爾和唐朝文成公主自中国传入。在赤松德贊时期，印度佛教僧侶寂護將隨瑜伽行自續派傳入西藏，並請蓮花生大士來到西藏，制服了本地原始苯教，逐漸建立了密教的基礎。後在朗達瑪滅佛破壞後重新振興，並逐漸形成了寧瑪派、薩迦派、噶舉派、噶當派、格魯派、覺囊派等各派的傳承。在宗喀巴大師創格魯派，成為藏傳佛教的主流後，他的門徒們在西藏出現了政教合一特殊局面，並有達賴、班禪兩位政教合一的活佛開始統治西藏。13世紀，開始流傳於蒙古地區，至今，蒙古族、土族、裕固族等民族，仍多信奉藏傳佛教。藏傳佛教屬於大乘的金剛乘（也有學者認為金剛乘應該獨立於大乘或小乘），顯教、密法同修。近現代，藏傳佛教逐漸流傳到世界各地。

## 經典
主要經典舉例如下:

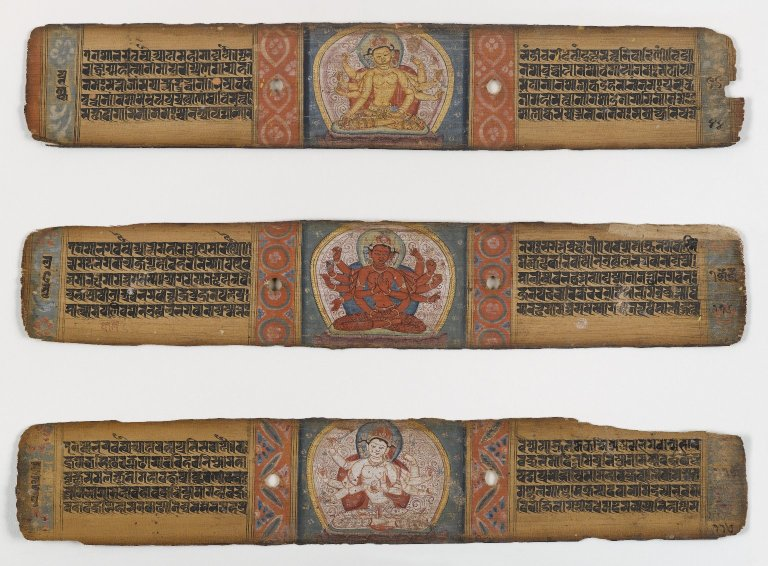
11世紀蘭札文梵語《八千頌般若經》貝葉。

- 《方廣大莊嚴經》、《普曜經》、《大般若经》、《大方廣佛华严经》、《妙法莲华经》、《維摩詰所說经》、《大般涅槃經》、《勝鬘經》、《楞伽經》、《無量壽經》、《佛說阿彌陀經》、《楞嚴經》、《圓覺經》，
- 《大智度论》、《中论》、《瑜伽师地论》、《大乘莊嚴經論》、《摄大乘论》、《唯识三十论》、《大乘起信論》、《壇經》、《現觀莊嚴論》等。

## 信仰特點

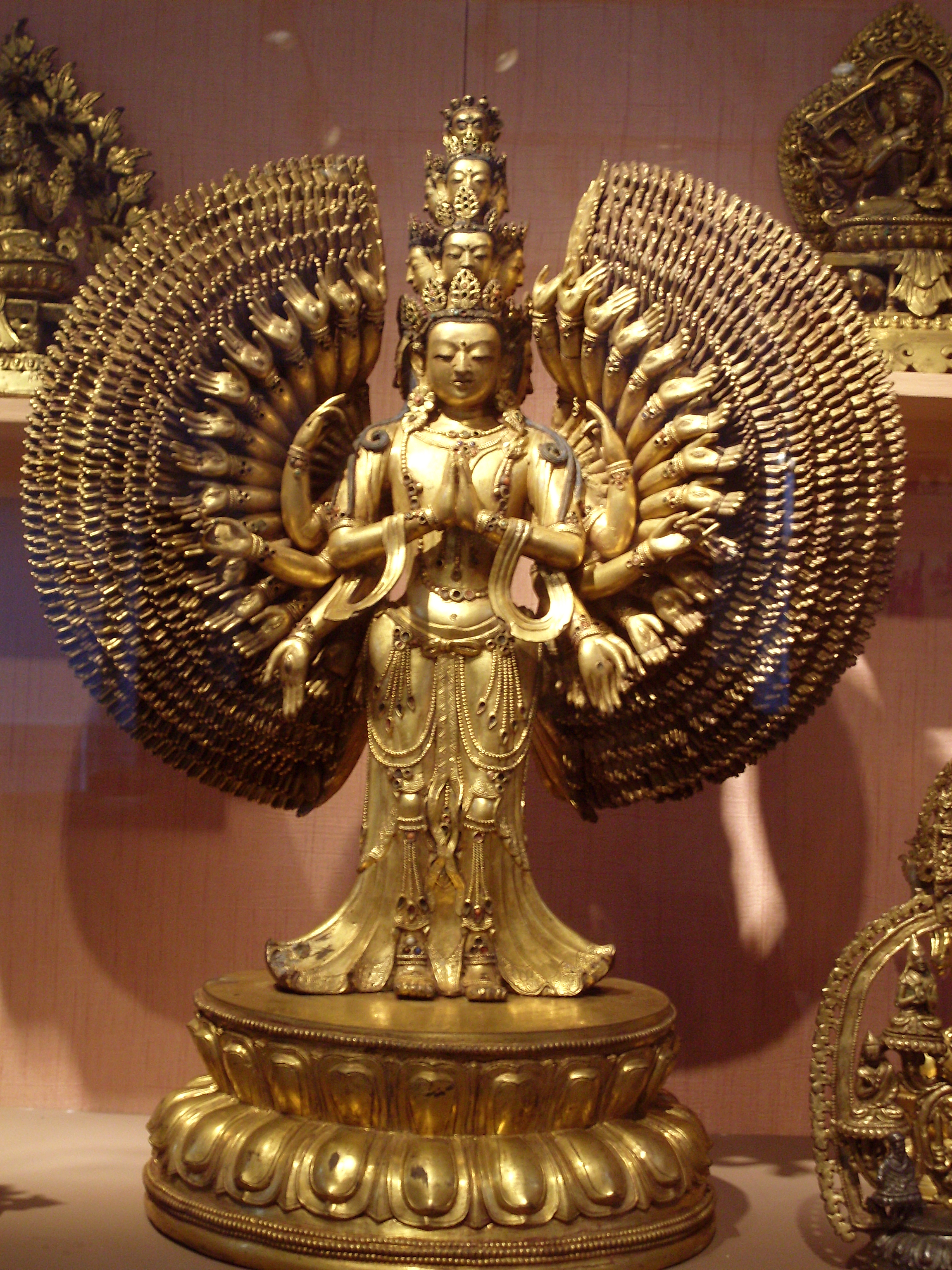
救苦救難的大乘菩薩，擁有許多只手和器具，代表無限的決心和能力

從基本信仰上來講，大乘佛教認為三世十方每个世界都有一佛教化，但在本娑婆世界内，现階段只有释迦牟尼一尊佛为教主，下个阶段的教主为弥勒佛。大乘佛教并不认为在我们这个世界这个阶段会同时有两尊佛住世任教主。至于肉眼所見的釋迦牟尼佛也非佛的實相。我們所認識的這個世界曾在人間的釋迦牟尼佛只是應化之身，是向世人揭示證悟之道的一個「模範」（三身说）。釋迦牟尼佛來人間誕生，示現成道，度化世人只要按照釋迦牟尼佛的教誨去修證，就能夠達到佛果。
在修證上來說大乘佛教视只求自身了生死、脫輪迴、離煩惱的解脫道爲“小乘”、「自了漢」，認為這只是最粗淺的認識；大乘教徒認為要想成就佛果的話，不但要有自度的決心，更要有度人的決心。大乘佛教認為修行的過程必須是一方面通過思辨、禪修來實證此金剛性如來藏空性心、實相心，並獲取無上實相智慧；一方面以利樂眾生的慈悲心，行種種六度波羅蜜之助人、度人的善行，也就是所謂的「悲智雙運」。只有這樣才能證得最後的無上果位，成為最上正覺的佛陀。
菩薩是大乘佛教的楷模，其基本前提是發菩提心，立誓願要為眾生利益不入涅槃。佛的三身學說是大乘學說的主要論題。三身為法身、報身、化身。化身指佛陀為度脫眾生，隨應顯化之身；報身指佛陀修行所得能享法樂並給十地菩薩示現功德之身；法身即是作本體之自性身。許多大乘經典都說佛有無量之多，但一致承認其本質為同一的法身。大乘認為遍盡虛空界有著很多菩薩。
在理論上來說，大乘佛教也否認部分小乘部派的「我無法有」的觀點，龍樹學派認為「我法皆無」。也就是說，佛法本身也是不具自性的緣合物，法的本性也是空的，乃至于佛法也是空性的，《金刚经》云：「法尚应捨，何况非法。」譬喻佛法如同渡出苦海到達彼岸的舟乘，舟乘衹是因根機而設的工具，即所謂佛法也是緣起性空。而对于真如实相是有是空的问题，中观学派认为佛性在胜义谛是「非空非不空」。

## 大乘佛教修法

### 位階與時程
大乘行者除了修學解脫道之斷除我見、三縛結等，還得致力於消除性障、護持佛法、以修集佛道上所須廣大福德資糧；大乘法始由修六度波羅蜜萬行之熏習與廣行，復由四加行之斷除我見、我執，雙証能取、所取空
，
於信力、定力、慧力、無慢及福德、正見具足時，一念慧相應，「開悟明心」証得諸法實相心為入道初階，發起法界實相之般若慧，進入「內門修六度萬行」的見道位而不退轉時，即進入十住位菩薩。
悟後發起大悲心，受生願、大菩提願，自度度他，並次第精勤進修般若慧與修集福德，漸次達於十住位的，再歷經十行、十迴向位而入初地、二地、三地……地地增上，乃至於等覺、妙覺位
，
盡斷「我見」與「我執」
的現行與無始無明上煩惱隨眠、煩惱障習氣種子隨眠；先漸次修除阿賴耶識性而成異熟識、再斷異熟識性而成純善性之無垢識，證得四種涅槃、獲得四智圓明，成就佛地境界。
大乘須經三大阿僧祇劫的修集無量福德與智慧，方能圓成一切種智，理事圓融，證得無上正等正覺的究竟果位。

### 科目

#### 四弘誓願
一個學佛修行的人，如果既想自利又想利他，既要自度又要度他，那么這就是一個修大乘的菩薩行者，大乘修行者都要發四弘誓願：“眾生無邊誓願度，煩惱無盡誓願斷，法門無量誓願學，佛道無上誓願成。”

#### 四無量心
立志度眾的大乘菩薩，要培養四無量心：“慈無量心、悲無量心、喜無量心、捨無量心。”慈即愛護眾生，給以歡樂；悲即憐憫眾生，救拔苦難；喜即喜眾生之所安，樂眾生之所樂；捨即苦樂等觀，無有戀著。

#### 六度四攝
大乘菩薩行者，爲了方便度化眾生，所以要修「六度」：布施、持戒、忍辱、精進、禪定、智慧。
- 布施度：包括財布施、法布施、和無畏布施。財包括金錢和財物之外財及體力和血肉等內財；法包括知識、技能等世間法及佛菩薩的出世間法；無畏就是解除眾生的苦惱、悲傷、驚恐和痛苦。
- 持戒度：就是保持身、口、意不犯錯誤、清凈無染。佛教的戒律有五戒、八戒、居士戒、沙彌戒、比丘戒、菩薩戒等。
- 忍辱度：包括安受苦忍，忍受飢渴、冷熱等自然苦；耐怨害忍，忍受打罵、毀辱、毒害等人為苦；諦察法忍，住於善法中，不生疑惑、動搖、執著、貪愛等感情。
- 精進度：包括披甲精進，不畏艱難；攝善精進，勤修善法不知疲倦；利樂精進，利樂度化、毫不懈怠。
- 禪定度：分四禪八定，色界四禪與無色界四禪。
- 智慧度：包括世間及出世間等各種智慧。

此外還要修行四攝法：布施、愛語、利行和同事。接近攝取眾生，爭取他們的信任，幫助他們解決實際困難，以溫和悅耳的語言與他們交流，做一切對眾生有益的事情，與他們和睦相處，作他們的表率，同他們一切修行。六度四攝為一切菩薩行者所必修。

## 相關論諍

### 部派佛教對大乘佛教的抨擊
大乘佛教興起初期，部派佛教教內的部份部派不認可絕大部份大乘佛教的來源傳承：「諸天所傳授、從夢中得來、從他方佛聞、從三昧中見佛聞法、自然呈現在心中、得自龍宮、得自南天鐵塔、來自窟外集結」，認為這些經典皆非釋迦牟尼佛所說，這些保守部派判定大乘經典是違背佛教《第一次結集》經典「非法說法」，認為「大乘」「小乘」這些說法不是佛說，反對大乘經典使用「小乘」（Hīnayāna）一詞貶稱聲聞、緣覺二乘。

### 大乘佛教對於小乘佛教的看法
在歷史上，大乘佛教典籍《妙法蓮華經》提出“小乘”（二乘）與“大乘”的“三車譬喻說”，認為這三乘是佛爲不同根基的學生所說的教法，同時明確指出其實並無“小乘”與“大乘”的區別，佛法俱是一佛乘，雖有階次之分，又彼此含攝，因此不應互相誹謗，要彼此尊重接納，維護佛法的統一。按照大乘天台宗判教的理論，佛陀在方等時說法，為了喚起、堅定僧徒對大乘菩提道的嚮往和信心，多貶斥二乘爲“小乘”，讚歎“大乘”；在般若時，開始拋棄大、小的分別執著；在法華涅槃時，宣佈在究竟上法無定法，小乘與大乘皆是安立的假名，佛陀的本懷是一佛乘。

### 關於使用「小乘」一詞的爭議
由於“小乘”一詞的歷史使用時間較久等原因，近現代尤其是學術界，仍然有人沿用「小乘」稱呼聲聞乘、緣覺乘佛法，而南傳佛教主要傳承了保守的赤銅鍱部大寺派傳統，以聲聞乘的解脫道教法爲主流，並且由於在南傳佛教歷次結集成的大藏經體系（巴利三藏）中，並無任何經論中出現佛陀指稱解脫道教法為小乘的說法，所以否認大乘佛教提出的“小乘”說法。由於大乘佛教流傳的地區也常用“小乘佛教”稱呼南傳佛教，這引起了一些東南亞地區佛教徒的不滿。1950年，世界佛教徒聯誼會決定使用“上座部佛教”一詞稱呼南傳佛教，不應再使用“小乘”的稱呼。目前，東亞各國官方已響應決議，不再使用“小乘”稱呼南傳佛教，不過在部分研究文獻和民間當中仍然有人沿用“小乘”一詞。至於在漢字文化圈，中文的表面字義上，「小」的貶義色彩貌似已經大大降低，但相關中文作品若被翻譯為非漢字的語言去讓非漢字文化區的讀者閱讀時，漢字「小乘」在外文中最相符的翻譯字眼不免仍是回歸為「Hīnayāna」，不免仍顯示出相關作者貶稱解脫道為「低賤的（Hīna）交通工具（yāna）」的句意。雖然因對佛法存在不同的觀點而形成了三股大的教派（若再從大乘佛教中分別出祕密大乘佛教），但全球佛教界達成共識，不應該貶稱佛陀的解脫道教法為低賤，而應維護佛教的統一，遵從佛說三乘俱屬於佛陀的教法的旨意。